# (256796) Almanzor
(256796) Almanzor – planetoida pasa głównego. Została odkryta 8 lutego 2008 przez Juana Lacruz. (256796) Almanzor okrąża Słońce w ciągu 4 lat w średniej odległości 2,51 j.a.
Planetoidzie tej nadano nazwę pochodzącą od Plaza del Moro Almanzor, najwyższego szczytu (2592 m) w górach Sierra de Gredos, Avila w Hiszpanii.
Planetoida ta nosiła wcześniej tymczasowe oznaczenie 2008 CN69.